# Tristan Bernard
Tristan Bernard, egentligen Paul Bernard, född den 7 september 1866, död den 7 december 1947, var en fransk författare. Han var far till Jean Jacques Bernard och Raymond Bernard.
Bernard skrevett stort antal komedier med kvick parisisk folkhumor, såsom L'anglais tel qu'on le parle (1899), Triplepatte (1905), Le petit café (1911) med flera. Flera av hans pjäser framfördes även i Sverige. Av Bernards romaner märks främst den ironiskt humoristiska Mémoires d'un jeune homme rangé (1899) vara mest bekant.